# 그리드엔터테인먼트
그리디엔터테인먼트(GRID Entertainment)는 대한민국의 연예 기획사이다.

## 연혁
2023년 5월 24일, (주)그리드엔터테인먼트가 설립되었다.

## 소속 아티스트

### 아티스트
- POW
  - 요치
  - 현빈
  - 정빈
  - 동연
  - 홍

### 프로듀서
- 심혜진 (총괄 프로듀서)

## 음반 목록

### 2020년대

#### 2023년
| 발매일    | 제목       | 아티스트 | 종류 |
| --------- | ---------- | -------- | ---- |
| 9월 13일  | "Favorite" | POW      | 싱글 |
| 10월 11일 | "Favorite" | POW      | EP   |